# Riot V
A Riot V (korábbi nevén Riot) amerikai hard rock/heavy metal/speed metal/power metal együttes.

## Története
1975-ben alakultak meg New Yorkban. A zenekart Mark Reale gitáros alapította, aki 2012-ben elhunyt. Többször is feloszlottak már, először 1975-től 1984-ig működtek, Riot néven, majd 1988-tól 2012-ig, szintén Riot néven, végül 2013-tól napjainkig Riot V néven.

## Tagok
- Don van Stavern – basszusgitár (1986-1990, 2008-2012, 2013-)
- Mike Flyntz – gitár (1989-2012, 2013-)
- Frank Gilchriest – dobok (2003-2007, 2014-)
- Todd Michael Hall – ének (2013)
- Nick Lee – gitár (2014-)

## Diszkográfia
- Rock City (1977)
- Narita (1979)
- Fire Down Under (1981)
- Restless Breed (1982)
- Born in America (1983)
- Thundersteel (1988)
- The Privilege of Power (1990)
- Nightbreaker (1993)
- The Brethren of the Long House (1995)
- Inishmore (1998)
- Sons of Society (1999)
- Through the Storm (2002)
- Army of One (2006)
- Immortal Soul (2011)
- Unleash the Fire (2014)
- Armor of Light (2018)